# Arturo Zárate Vite
Arturo Zárate Vite (México) es periodista, escritor y maestro en periodismo político por la Escuela de Periodismo Carlos Septién García.

## Trayectoria
Ejerce el periodismo desde los 16 años de edad. Ha laborado en La Opinión, Radio Mil, Canal 13, La Afición, El Universal y en el programa de Maru Rojas en Radio Fórmula.
Actualmente colabora en ContraRéplica y en la agencia de noticias Quadratín.
Ha sido asesor de la Dirección General del Canal Judicial de la Suprema Corte de Justicia de la Nación y Coordinador General de Comunicación y Proyectos de la Comisión Nacional de los Derechos Humanos.
Autor del libro ¿Por qué se enredó la elección de 2006?, editado por el Grupo Editorial Miguel Ángel Porrúa y también autor de los textos del libro Los Vocales del FOVISSSTE, otra manera de contar la historia.

## Distinciones
- Premio Nacional de Transparencia otorgado por la Secretaría de la Función Pública, Instituto Federal Electoral (IFE), Consejo de la Comunicación, Consejo Ciudadano por la Transparencia e Instituto Mexicano de la Radio.[1]
- Recurso para la Protección de los Derechos Políticos Electorales del Ciudadano logra Tesis Relevante en el Tribunal Electoral del Poder Judicial de la Federación, con el fin de conocer los sueldos de los dirigentes nacionales de los partidos.[7]
- Su contribución y logro para conocer los sueldos de los líderes de los partidos está en el informe anual (2004) de la Relatoría Especial para la Libertad de Expresión de la Comisión Interamericana de Derechos Humanos (CIDH).[8]
- La entrevista con Mario Moreno Cantinflas realizada para Radio Mil se encuentra en la Fonoteca Nacional.